# 坦奇希奇—激进左翼党
坦奇希奇—激进左翼党（匈牙利語：Táncsics - Radikális Balpárt）是匈牙利的一个已不存在的左翼政党。该党成立于2014年3月13日，当时取名为左翼—左翼党，后改现名，其名称中的“坦奇希奇”来源于19世纪的匈牙利作家坦奇希奇·米哈伊。该党的意识形态是民主社会主义、人文主义。该党吸引了来自不同的公民社团的人以及匈牙利社会党和绿色左翼的前成员参加。该党以德国的左翼党和希腊的激进左翼联盟为学习榜样。2023年，该党解散。